# Kincsvadászok (televíziós műsor)
A Kincsvadászok műtárgyak kereskedésével foglalkozó tévéműsor, amely 2024. január 22-én indult a TV2-n. A német Bares für Rares (angolul: Cash or Trash) című műsor formátumán alapszik.

## Története
2023. április 25-én Fischer Gábor, a TV2 Csoport programigazgatója bejelentette, hogy hamarosan elindul a Bares für Rares magyarországi változata. 2023. október 26-án a Big Picture konferencián derült ki, hogy a műsor magyar címe Kincsvadászok lett, és kiderült, hogy Till Attila lesz a műsorvezetője. A műsor kezdési időpontját 2024. január 10-én jelentették be.

## A műsor menete
A műsorban hétköznapi emberek nem hétköznapi tárgyaikkal próbálnak szerencsét a meggazdagodás reményében. Olyan régiségekkel érkeznek az ország minden tájáról, amikről nem tudják, hogy mennyit is érnek valójában. A műsor régiségszakértői és műtárgykereskedői pedig eldöntik, mennyit adnak értük, ha adnak értük egyáltalán bármit.

## Évadok
| Évad | Évad | Részek száma | Eredeti sugárzás | Eredeti sugárzás  | Adó |
| Évad | Évad | Részek száma | Évadbemutató     | Évadzáró          | Adó |
| ---- | ---- | ------------ | ---------------- | ----------------- | --- |
|      | 1.   | 36           | 2024. január 22. | 2024. március 14. |     |
|      | 2.   | 40           | 2025. január 6.  | 2025. március 7.  |     |
|      | 3.   | 15+3 VIP     | 2025. május 5.   | 2025. június 10.  |     |
|      | 4.   | n/a          | n/a              | n/a               |     |

### VIP adások
| Adás        | Vendégek         | Vendégek      | Vendégek       | Vendégek       | Vendégek       |
| 3. évad VIP | 3. évad VIP      | 3. évad VIP   | 3. évad VIP    | 3. évad VIP    | 3. évad VIP    |
| ----------- | ---------------- | ------------- | -------------- | -------------- | -------------- |
| 1.          | Bochkor Gábor    | Csomor Csilla | Nánási Pál     | Pásztor Anna   | Sipos Péter    |
| 2.          | Fodor Zsóka      | Kapócs Zsóka  | Nyertes Zsuzsa | Rózsa György   | Szikora Róbert |
| 3.          | Geszler Dorottya | Hevesi Tamás  | Király Linda   | Sztárek Andrea | Visváder Tamás |
| 4. évad VIP |                  |               |                |                |                |

## Licitálók
| Név              | Évadok    | Évadok    | Évadok    | Évadok    |
| Név              | 1.        | 2.        | 3.        | 4.        |
| Licitálók        | Licitálók | Licitálók | Licitálók | Licitálók |
| ---------------- | --------- | --------- | --------- | --------- |
| Nagyházi Lőrinc  |           |           |           |           |
| Fejes Tamás      |           |           |           |           |
| Katona Szandra   |           |           |           |           |
| Fertőszögi Péter |           |           |           |           |
| Molnár Viktor    |           |           |           |           |
| Műtárgyszakértők |           |           |           |           |
| Kelen Anna       |           |           |           |           |
| Megyesi Balázs   |           |           |           |           |
| Műsorvezető      |           |           |           |           |
| Till Attila      |           |           |           |           |